# Rolf Telasko
Rolf Telasko, auch Ralph Telasco, ursprünglich Rudolf (10. August 1911 in Hollenstein an der Ybbs – 8. März 1991 in Darmstadt) war ein österreichischer Opernsänger der Stimmlage Bassbariton, später auch Schauspieler und Gesangspädagoge. Am Anfang seiner Karriere war er an der Wiener Staatsoper und bei den Salzburger Festspielen verpflichtet. Er sah sich 1939 wegen seiner Abstammung vom NS-Regime zur Emigration gezwungen.
Nach dem Untergang der Hitler-Diktatur kehrte er nach Europa zurück, war an einer Reihe von Opernhäusern engagiert und unternahm ausgedehnte Gastspielreisen.

## Leben und Werk
Telasko studierte Gesang an der Wiener Musikakademie und am Neuen Wiener Konservatorium sowie Musikwissenschaft an der Universität Wien. Er war Schüler des Baritons und Gesangspädagogen Viktor Fuchs (1888–1966) und debütierte 1934 als Heerrufer in Wagners Lohengrin an der Wiener Volksoper. Er war ab 1934 jeweils eine Spielzeit an der Volksoper, an der Wiener Staatsoper und am Stadttheater Troppau verpflichtet. 1936 und 1937 übernahm er die Rolle des Konrad Nachtigall in der legendären, von Arturo Toscanini dirigierten Meistersinger-Neuproduktion bei den Salzburger Festspielen, von der auch eine Gesamtaufnahme vorliegt. Ab 1937 trat er am Opernhaus Graz und am Landestheater Linz auf, ab 1938 war er auch Spielleiter der Oper in Linz. Nach der Annexion Österreichs durch Hitler-Deutschland im März 1938 durfte er als jüdischer „Mischling“ noch weiterhin auftreten, doch dürfte ihm die Gefahr, in der er sich befand, bewusst gewesen sein. Er bekam auch noch einen Vertrag für die Spielzeit 1939/40, nutzte aber die Theaterferien im Sommer 1939 zur Flucht, quasi in letzter Minute vor dem Ausbruch des Zweiten Weltkrieges. Er emigrierte über Frankreich, Spanien und Portugal nach Südamerika.
Von 1940 bis 1943 war Telasko am Teatro Municipal von Rio de Janeiro verpflichtet und war danach als Gastsänger in den Vereinigten Staaten tätig, von 1944 mit Unterbrechungen bis 1953 an der New York City Opera, weiters in Chicago, New Orleans und Philadelphia. Im Mai 1948 sind zwei Gastauftritte an der Wiener Staatsoper verzeichnet, einmal als Amonasro in der Aida, einmal in den vier Bösewicht-Rollen von Hoffmanns Erzählungen. 1949 absolvierte er eine Tournee durch Zentralamerika.
Anfang der 1950er Jahre verlagerte er den Schwerpunkt seiner Tätigkeit wieder nach Europa. Er gastierte am Tiroler Landestheater in Innsbruck und war dann ab 1952 durchgehend in Festengagements an deutschen und Schweizer Opernhäusern: 1952–54 am Landestheater Darmstadt, 1954–55 am Stadttheater Basel, wo er Golaud, Lescaut und den Grafen Almaviva verkörperte, 1955–61 am Landestheater Saarbrücken und 1961 bis zum Ende seiner Karriere 1976 am Opernhaus Zürich. Dort zeigte er die volle Bandbreite seines Repertoires, von Mozart und Beethoven über Wagner und Bizet bis zu Gegenwartskomponisten sowohl aus dem E-Bereich (Henze, Krenek, Sutermeister) als auch aus dem U-Bereich (Burkhard), vom klassischen Bariton (Escamillo, Scarpia) über den basso cantante bis zum Charakterbass (Boris Godunov, König Philipp).
Parallel zu seinen Festengagements konnte er an bedeutenden Bühnen in ganz Europa gastieren – an Teatro La Fenice von Venedig und Teatro Comunale von Florenz, Liceu von Barcelona und São Carlos von Lissabon, in Bordeaux, Lyon, Marseille, Nizza und Toulouse, 1963 und 1965 am Théâtre de la Monnaie von Brüssel, in Basel und Genf, Prag und Brünn, in Duisburg, Düsseldorf, Frankfurt am Main, Köln, Mannheim, Wiesbaden und Wuppertal. Er kehrte auch nach Nord- und Südamerika zurück und war unter anderem am Teatro Colón von Buenos Aires zu sehen und zu hören, weiters in Boston, Baltimore, Pittsburgh und Washington. 1964 übernahm er den Hans Foltz in den Meistersingern von Nürnberg bei den Bayreuther Festspielen. Er war bekannt für seine Flexibilität, übernahm kleinere Rollen ebenso gerne wie große Partien. Sein Bühnenrepertoire war sehr umfangreich, er war aber auch als Konzertsänger erfolgreich. 1982 nahm er Abschied von der Oper Zürich – als Musiklehrer in Ariadne auf Naxos.
Zu diesem Zeitpunkt war er bereits zwanzig Jahre als Gesangslehrer tätig. Von 1969 bis 1971 leitete er die Opernklasse der Corbett Foundation in Zürich. Er setzte seine pädagogische Tätigkeit auch in Darmstadt fort, wo er noch bis 1986 am Staatstheater Darmstadt sängerisch und schauspielerisch tätig war. Seine letzte Rolle war der Burgoyn in Schillers Maria Stuart.

## Rollenverzeichnis

### Uraufführung
- 1967: Madame Bovary von Heinrich Sutermeister, Opernhaus Zürich (26. Mai) – als Blinder Drehorgelspieler

### Repertoire (Auswahl)
| Beethoven: - Don Pizarro, Don Fernando und Zweiter Gefangener im Fidelio Bizet: - Escamillo, Moralès und Zuniga in Carmen Burkhard: - Albert Oberholzer in Das Feuerwerk Debussy: - Golaud in Pelléas et Mélisande Gluck: - Orest in Iphigenie auf Tauris Giordano: - Pietro Fléville und Dumas in Andrea Chénier Henze: - Cigolotti in König Hirsch Krenek: - Papst Clemens VII. und Moritz von Sachsen in Karl V. Lehár: - Mirko Zeta in Die lustige Witwe - Antonio in Giuditta Lortzing: - Offizier in Zar und Zimmermann Massenet: - Lescaut in Manon Mozart: - Graf Almaviva in Die Hochzeit des Figaro Mussorgski: - Titelpartie in Boris Godunow |  | Offenbach: - Lindorf/Coppélius/Miracle/Dapertutto in Hoffmanns Erzählungen Puccini: - Geronte de Ravoir in Manon Lescaut - Colline in La Bohème - Scarpia, Cesare Angelotti, Schließer, Sciaronne und Spoletta in Tosca - Bello in Das Mädchen aus dem goldenen Westen - Ein Mandarin in Turandot Johann Strauß: - Ali-Bey, Dr. Falke und Frosch in Die Fledermaus - Graf Peter Homonay in Der Zigeunerbaron Richard Strauss: - Haushofmeister bei der Feldmarschallin im Rosenkavalier - Musiklehrer, Perückenmacher und Lakai in Ariadne auf Naxos - Mandryka in Arabella Verdi: - Monterone, Marullo und Türhüter in Rigoletto - Christian und Diener Amelias in Un ballo in maschera - Amonasro in Aida - König Philipp im Don Carlos Wagner: - Heerrufer des Königs und Edler von Brabant in Lohengrin - Kurwenal in Tristan und Isolde - Konrad Nachtigall und Hans Foltz in Die Meistersinger von Nürnberg - Wotan in der Walküre - Klingsor in Parsifal Weber: - Kuno im Freischütz |

## Tondokumente
- Giacomo Puccini: Manon Lescaut, Aufnahme aus dem Teatro Colón in Buenos Aires, Juli 1966, mit Montserrat Caballé (Manon Lescaut), Richard Tucker (Des Grieux), Gian Piero Mastromei (Lescaut), Tulio Gagliardo (Comandante), Ralph Telasko (Geronte) und José Nait (Il lampionario); Dirigent: Bruno Bartoletti
- Johann Strauss jr.: Der Zigeunerbaron, Höhepunkte der Operette, veröffentlicht im Juni 1952, mit Rolf Telasko (Homonay), Fritz Krenn (Zsupan); Dirigent: Max Schönherr
- Richard Wagner: Die Meistersinger von Nürnberg, Aufnahme der Salzburger Festspiele 1937, mit Hans Hermann Nissen (Hans Sachs), Henk Noort (Walther von Stolzing), Richard Sallaba (David), Maria Reining (Eva), Kerstin Thorborg (Magdalene), Herbert Alsen (Veit Pogner), Georg Maikl (Kunz Vogelgesang), Rolf Telasko (Konrad Nachtigall), Hermann Wiedemann (Sixtus Beckmesser), Viktor Madin (Fritz Kothner), Anton Dermota (Balthasar Zorn), Eduard Fritsch (Ulrich Eißlinger), Hermann Gallos (Augustin Moser), Alfred Muzzarelli (Hermann Ortel), Carl Bissuti (Hans Schwarz und Nachtwächter) sowie Karl Ettl (Hans Foltz); Chor der Wiener Staatsoper, Wiener Philharmoniker unter Arturo Toscanini
- Richard Wagner: Tristan und Isolde, Ausschnitte, produziert als Studioaufnahme 1973 nahe Monte Carlo, mit Stanley Unruh (Tristan), Gerry de Groot (Isolde), Barbara Pressler (Brangäne), Ralf Telasko (Kurwenal), Monte Carlo National Opera Orchestra, geleitet von Boris Mersson[3]

## Auszeichnungen
- 1980 Silbernes Verdienstzeichen der Republik Österreich